# Lisiantus
Lisiantus (Lisianthius, syn. Lisianthus) je rod rostlin z čeledi hořcovité. Zástupci tohoto rodu jsou byliny a polokeře s jednoduchými listy a trubkovitými, většinou žlutými květy. Jsou rozšířeny zejména v Mexiku, Střední Americe a na Karibských ostrovech.

## Popis
Zástupci rodu lisiantus jsou jednoleté nebo vytrvalé, vzpřímené, poměrně vysoké byliny a polokeře. Listy jsou vstřícné, řapíkaté nebo přisedlé. Žilnatina je zpeřená, zpravidla s 1 až 2 páry postranních žilek. Květy jsou většinou žluté nebo výjimečně téměř černé, drobné nebo velké a nápadné, pětičetné, stopkaté, uspořádané v úžlabních nebo koncových vrcholičnatých květenstvích. Kalich je zvonkovitý, členěný téměř až k bázi. Koruna je trubkovitá, miskovitá nebo nálevkovitá, zakončená tupými nebo špičatými, vzpřímenými až rozestálými laloky. Korunní trubka bývá u báze zaškrcená. Tyčinek je 5, jsou přirostlé ve spodní části korunní trubky a jsou zanořené nebo vyčnívají z květů. Semeník je srostlý ze 2 plodolistů a obsahuje 1 nebo 2 komůrky. Čnělka je nitkovitá, dlouhá, zakončená hlavatou nebo štítovitou bliznou. Plodem je tobolka obklopená vytrvalou korunou, pukající 2 chlopněmi a obsahující mnoho drobných semen.

## Rozšíření
Rod zahrnuje v závislosti na taxonomickém pojetí okolo 30 nebo jen 15 druhů. Je rozšířen v tropické Americe od Mexika po sever Střední Ameriky a na Karibských ostrovech, jeden druh zasahuje až do Kolumbie. Z Mexika je uváděno 6 druhů.
Lisianty rostou ve vyšších nadmořských výškách zejména v horských údolích a lesích, na pastvinách a okrajích cest.

## Taxonomie
Rod Lisianthius je v rámci čeledi hořcovité řazen do tribu Potalieae a subtribu Lisianthiinae. Daný subtribus obsahuje pouze 2 rody: Lisianthius a Bisgoeppertia. Název rodu je uváděn v různých zdrojích ve dvou variantách, buď jako Lisianthius nebo jako Lisianthus. V minulosti byl tento rod řazen do čeledi logániovité (Loganiaceae). Řada zejména jihoamerických druhů byla přeřazena do rodů Chelonanthus, Macrocarpaea a Symbolanthus z tribu Helieae.